# Helmut Oesterreich

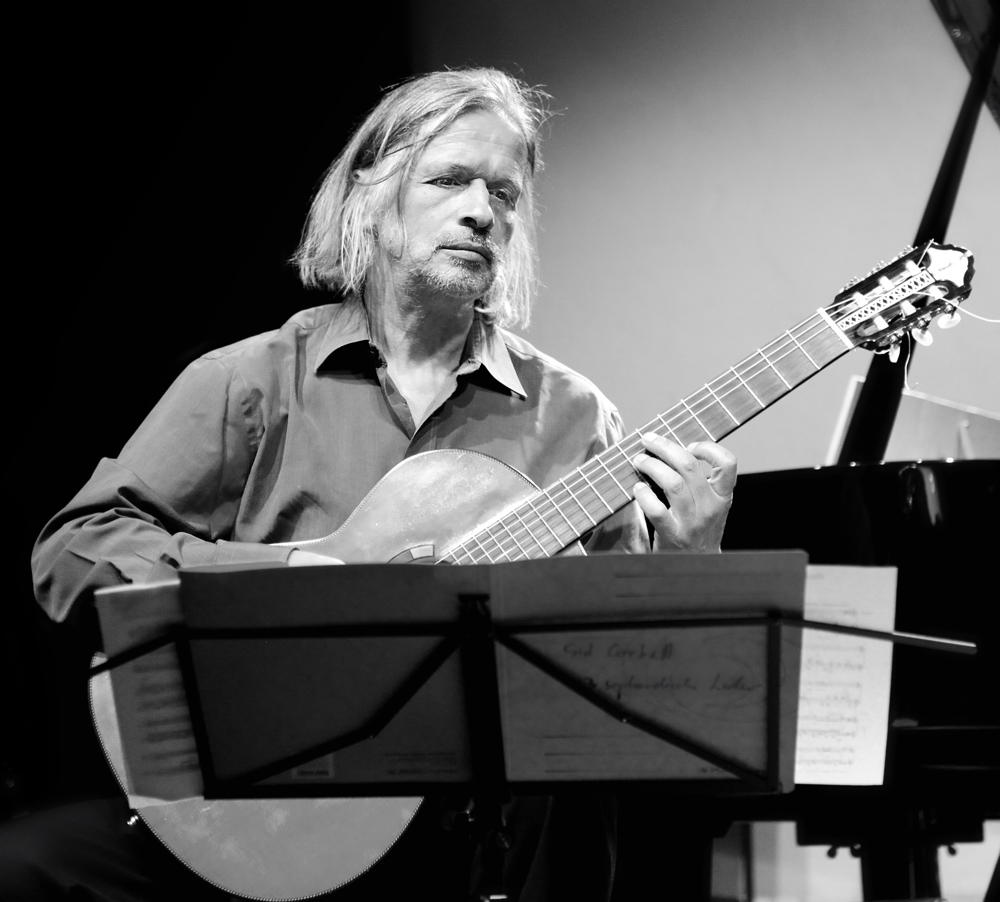
Helmut Oesterreich bei einem Konzert 2011

Helmut Oesterreich (* 1. Oktober 1953 in Heidelberg) ist ein deutscher Gitarrist und Dirigent.

## Leben
Helmut Oesterreich studierte  Gitarre bei Michael Teuchert und Kammermusik bei dessen Vater Heinz Teuchert an der Hochschule für Musik und Darstellende Kunst Frankfurt am Main. Dort hatte er von 1986 bis 2019 selbst einen Lehrauftrag für Gitarre und Methodik inne. Außerdem unterrichtete er an der Musikschule Heidelberg Gitarre sowie ab 2009 Gitarre, Ensembleleitung und Unterrichtsmethodik an der Berufsfachschule für Musik des Bezirks Mittelfranken in Dinkelsbühl.
Er ist Mitglied der Ensembles für Neue Musik Phorminx aus Darmstadt und Nunc aus Heidelberg. Als Dirigent leitet er seit 1994 das Jugendgitarrenorchester Baden-Württemberg, mit dem er beim Deutschen Wettbewerb für Auswahlorchester 1998 und 2018 den ersten Preis gewann, zahlreiche Konzertreisen unternahm sowie CD-Aufnahmen machte. In den Jahren 2003 bis 2005 war er Dirigent des World Guitar Orchestra. Mit dem Ensemble GuitArt gewann er 1996 den vierten Deutschen Orchesterwettbewerb. Außerdem leitete er  2007 das Ensemble United Guitars und seit 2008 die Open Source Guitars der Musikhochschule Trossingen.
Weiterhin ist er regelmäßig auf Einladung international bekannter Ensembles wie des Nederlands Gitaarorkest oder des European Youth Guitar Ensemble als Gastdirigent bei Konzerten und Workshops auf großen Festivals weltweit tätig, beispielsweise in Havanna, Almere, Veria und Nürtingen. Auf seinen Konzertreisen auf der ganzen Welt arbeitete er unter anderem mit Terry Riley, Leo Brouwer, David Tanenbaum und Olaf Van Gonnissen zusammen.
Für die CD NUNC gewann er den Diapason d’or und sie war CD des Monats in den Zeitschriften Gitarre & Laute und Staccato.

## Diskografie
- 1991: NUNC – Gitarre Solo und Duo (Bayer Records)
- 1995: Ensemble NUNC (signum)
- 1998: Foxfire – Gitarre und Gesang (Bayer Records)
- 2004: Crossing Borders – World Guitar Ensemble (Bayer Records)
- 2004: another sort of fire – Gitarre Solo mit Kammermusik (Bayer Records)
- 1997: Mouvements Dynamiques – JGO BW (Bayer Records)
- 2002: Y Bolanzero – JGO BW (Bayer Records)
- 2005: Open Strings – JGO BW (Bayer Records)
- 2004: Walking Dances – Jorge Liderman und JGO BW (bridge-records)
- 2006: Komponistenportrait Alois Bröder – Gitarre und Violoncello (Melisma)
- 2006: MIKADO, Komponistenportrait Roland Boehm – Gitarre Solo (Musikverlag R. Boehm)
- Klangwelten in Holz und Nylon – JGO Hessen (Privatedition JGO - H / BDZ Hessen) mandolinenorchester neuenhain (Selbstverlag)
- 2008: JGO meets Duo Kvaratskhelia (ears love music)
- 2011: Rain Light Symphony - JGO BW (Bayer Records)
- 2015: re:phrase - OSG (Bayer Records)